# پسر اجداد
پسر اجداد (به انگلیسی: Son of Ancestors) و 
(به تلوگویی: Pithamagan) فیلمی هندی محصول سال ۲۰۰۳ و به کارگردانی بالا است. در این فیلم بازیگرانی همچون ویکرام، سوریا، لیلا، سنگیتا کریش، کاروناس و سیمران ایفای نقش کرده‌اند.